# Stronghold (jogo eletrônico de 2001)
Stronghold é um jogo eletrônico histórico de estratégia em tempo real (RTS) desenvolvido pela Firefly Studios em 2001. O jogo se concentra principalmente na conquista e expansão por meio de atividades militares, mas também dá espaço à estratégia econômica e de desenvolvimento. Estão disponíveis a campanha econômica e a campanha militar e ambas são abrangidas no manual do jogo. O jogo se passa na Inglaterra Medieval na época de 1066 a.C., mas, como não há limite de tempo, os cenários podem ser continuados por centenas de anos após o início das datas.
Além de ganhar muitas análises favoráveis de profissionais, como as da PCGamer e da GameSpy (veja a seção Recepção), o jogo continua a ostentar uma grande comunidade, que edita e cria diversos materiais por meio do Editor de Mapas/Criador de Cenários que acompanha o jogo.
Devido em parte à sua popularidade, o jogo gerou três sequências: Stronghold: Crusader, Stronghold 2 e Stronghold Legends e vários outros pacotes de coleções.

## Jogabilidade
Em Stronghold, o jogador assume o papel de um lorde em um reino. O objetivo é criar uma economia estável e um exército forte para se defender dos invasores, destruir castelos inimigos e cumprir os objetivos da missão.
Stronghold contém vários modos de jogo, com missões baseadas em combate e economia. O modo principal do jogo é a campanha militar, baseado em um mapa da Inglaterra. A história da campanha começa quando um rei invade um inimigo bárbaro, captura o rei inimigo e o faz de refém. Quatro lordes tomam o controle do reino, dividindo-o em seus territórios pessoais. O jogador é apresentado por um jovem e inexperiente comandante, cujo pai é assassinado em um emboscada por um dos vilões, ajudado por dois lordes que permaneceram leais ao rei. O jogador deve, então, recuperar retomar o controle de uma região por missão. O jogador deve derrotar cada um dos quatro lordes na campanha com a ajuda do rei, assim que ele for resgatado no meio do jogo. A campanha econômica é fixada após a campanha principal, na qual o jogador reconstrói partes do reino. O jogador tem de cumprir um conjunto de objetivos contra uma variedade de obstáculos, tais como os bandidos e o fogo.
Outros modos de jogo são os cenários econômicos com missões para se jogar sozinho, nas quais o jogador deve cumprir objetivos militares ou econômicos. O jogo também contém um modo de cerco, no qual o jogador pode atacar ou defender vários castelos históricos. O modo de construção livre é outro modo de jogo; aqui o jogador tem a opção de construir um castelo sem nenhum objetivo. É possível criar mais cenários com o editor de mapas que acompanha o jogo.

### Características
Para sobreviver, o jogador é obrigado a construir um castelo, construir os edifícios individuais, e construir muitas muralhas e torres. O jogador também pode determinar se quer deixar edifícios vitais dentro ou fora do castelo, que podem ser destruídos em um eventual ataque. Há também opções para se criar soldados para defender o castelo, e eventualmente atacar e se defender de inimigos.
Para se criar um economia estável e colher recursos, o jogador é obrigado a manter um nível positivo de popularidade para com seus camponeses; falhando nisso fará com que os camponeses deixem o seu castelo e subsequentemente causando um colapso em sua economia. Casas são necessárias para atrair novas pessoas e abrigar a população atual. Tendo muitas casa pode resultar em muitas pessoas a serem alimentadas, o que pode causar um colpaso na fortaleza.
Existe uma quantidade limitada de camponeses que o jogador pode ter em um certo momento, diretamente proporcional à quantidade de casas. O jogador continua a produzir camponeses a uma rapidez influenciada pela popularidade - uma popularidade negativa resultará em pessoas indo embora, enquanto uma popularidade positiva resultará em novas pessoas chegando. Concluimos então que a taxa atual de entrada de pessoas é diretamente afetada pela popularidade do jogador: uma alta popularidade resulturá em novos camponeses, enquanto uma menor (mas menos desejada) popularidade resultará em novos camponeses em uma velocidade mais lenta.
O jogo difere de muitos outros jogos similares onde o jogador não tem de refinar recursos brutos através de várias outros dispositivos, até que possam ser usados para um certo propósito. Para criar um exército, o jogador deve não apenas ter os camponeses livres, mas deve processar os recursos necessários para suas armas através de oficinas adequadas, ao invés de simplesmente gastar os recursos necessários em um quartel. Por exemplo, alguns recursos, como madeira, necessitam de um campônes para derrubar a árvore e a transformar em toras de madeira. A madeira pode posteriormente ser usada em edifícios, ou pode ser levada para uma oficina militar para ser refinada em um arco.

### Combate
O Stronghold não usa o sistema convencional de PPT (pedra, papel ou tesoura), ou seja, tal unidade é mais forte contra aquelas duas e mais fraca contra aquelas três.
O combate em Stronghold é beseado em um sistema de pontos de vida e força. Há uma variedade de tipos de unidades no jogo, sendo cada uma mais forte que a outra, e assim se tornando mais cara do que a unidade anterior. Apesar das unidades mais caras serem também mais fortes, todas as unidades são necessárias para se defender um castelo, tal como a habilidade de derrubar escadas encostadas em muros dos baratos lanceiros ou a habilidade dos arqueiros de lançar flechas de fogo, tirando mais pontos de vida. O jogo contém duas unidades de ataque frontal, como os básicos lanceiros e os poderosos espadachins, e unidades de longo alcance como os arqueiros. O jogo também possuí tropas de suporte como os engenheiros, que fornecem opções adicionais de combate como construir mecanismos de cerco. Ao contrário de outros jogos de estratégia, Stronghold não possuí um contador de unidades, e unidades não ocupam espaço, permitindo que eles se sobreponham uns sobre os outros. Vários personagens não-combatentes podem revidar contra unidades inimigas, embora a maioria não tenha a capacidade de lutar. Soldados feridos permaneceram feridos para o resto do jogo, não existe nenhum sistema de cura.

### Incêndios
Os incêndios representam um grande papel na enredo de Stronghold, em certas missões, acender o piche é quase necessário para a sobrevivência. Além disso, existem certos eventos programados que iniciam um incêndio automaticamente. O incêndio se espalha rapidamente, e uma construção em chamas pode queimar outras pessoas ou outros edifícios. Os incêndios só acabam quando todas as fontes de combustível acabam, ou se o próprio fogo for apagado por si só. Incêndios podem se espalhar limitadamente sobre a água.
Na maioria dos jogos de RTS (sigla de estratégia em tempo real em inglês), o fogo aparece em construções indicando que estas estão danificadas; por exemplo, se um edifício é muito danificado ele começa a pegar fogo, mas o fogo em si não causará nenhum dano. Em Stronghold, construções que estão sendo danificadas por armas de cerco não caem imediatamente ou pegam fogo; ao invés disso, elas perdem pontos de vida até entrar em colapso, visto que elas começam a rachar e se danificar totalmente. No entanto, potes de óleo fervente, dão início a um pequeno incêndio onde eles forem construídos.
Ao contrário de muitos títulos de RTS modernos, onde os incêndios possuem um papel muito secundário, apenas para "bonito", mas em Stronghold os incêndios são um elemento da jogabilidade. Por exemplo, um jogador é silenciosamente encorajado a construir poços contra os inimigos que gostam de usar ataques baseados em fogo, para reagir ao fogo.

### Editor de mapas
Um editor de mapas acompanha o jogo desde que foi lançado. Ao invés de incorporar uma linguagem de scrip própria, o editor usa uma interface WYSIWYG que pode ser usada por todos os usuários.

## Recepção
Stronghold foi bem recebido pela maioria dos críticos e resenhistas, ganhando uma média profissional de 8.1 (beseada em 19 análises), com uma pontuação de 9.0 baseada em 31 análises do público.
Os gráficos foram elogiadas por um certo número de resenhistas; a GameSpot falou sobre os gráficos, "As construções parecem bonitas, mas não muito, e o mesmo pode ser dito das unidades," e acrescentou que "As animações são bem feitas." A IGN não concordou com esta posição, dizendo que "As animações são um pouco chuviscadas," e comentou sobre o estado geral dos gráficos: "Este não é o jogo mais bonito por vários metros, mas é bom o suficiente para não queimar os olhos." A GameZone deu elogios aos gráficos, dizendo que os ambientes eram "maravilhosos" e comentou sobre a boa animação dos personagens.
A GameSpot não falou muito sobre o som, mas observou que "A trilha sonora é dramática." A GameSpy foi neutra em sua análise do som, dizendo que "…a música é boa, se não especialmetne memorável," mas também comentou sobre a "qualidade ruim das dublagens."

## Sequências
O sucesso inicial do jogo o guiou para outras sequências.

### Crusader
A segunda continuação, Stronghold: Crusader, foi lançado em Setembro de 2002. A jogabilidade é bem similar ao primeiro jogo, mas com elementos de RTS reforçados e com todos os mapas e missões definidos na Idade Média no Oriente Médio. A principal mudança foi a aprimoração das fortificações e tecnologias de cerco que surgiram nas Cruzadas. A campanha inteira, bem como o modo 'Trilha da Conquista' ('Conquest Trail'), ocorre durante a Terceira Crusada.
Ao contrário do primeiro Stronghold, no entanto, há quatro campanhas separadas e lineares. O jogo é muito baseado na própria história: Saladino e Ricardo I de Inglaterra estão presentes como personagens aliados ou inimigos, bem como suas personalidades de Inteligência Artificial. Além disso, o jogador pode jogar tanto como um senhor Árabe ou como um rei Europeu com uma pequena mudança, as unidades que o jogador ganha de início.
Um pacote que contém ambos Stronghold e Stronghold: Crusader, chamado Stronghold Warchest foi lançado mais tarde com todos as atualizações disponíveis, novos mapas, e novas lutas na trilha e personagens AI no Crusader.

### Stronghold 2
A sequela, e o terceiro jogo da série, Stronghold 2 foi lançado em Abril de 2005. O motor do jogo foi melhorado para fornecer gráficos totalmente tridimensionais. Outras mudanças incluem novas campanhas militares e pacíficas e a adição do crime e sua punição. Também foram incluídos vários outros novos personagens e alteradas as muralhas e torres que poderiam ser adicionadas aos castelos. No entanto, o editor de mapas em tempo real foi substituído por um de natureza morta.
Após seu lançamento, muitos jogadores ficaram indignados por suas falhas frequentes, lag (mesmo jogando offline contra o computador e com um hardware excepcional) e vários bugs. A Firefly Studios prestou muita atenção às reclamações da comunidade de fãs, e prometeu reparar os erros em atualizações que viriam, a maioria das queixas pararam com a atualização 1.2. A atualização 1.3.1, foi lançada em 28 de Outubro de 2005 trazendo uma "Trilha da Conquista" ao jogo, similar a do jogo Stronghold: Crusader. Stronghold 2 Deluxe foi lançado posteriormente, contendo todas as atualizações novos conteúdos.
Criticamente, o jogo foi recebido com muitas críticas negativas, por causa dos bugs presentes na versão inicial ou pela jogabilidade. Para promover Stronghold 2 um jogo em Flash de 10 níveis foi criado, chamado Castle Attack 2. O objetivo do jogo era construir um castelo e o defender.

### Stronghold Legends
O quarto jogo Stronghold Legends contém 24 missões, ao longo de três diferentes campanhas: o Rei Arthur e seus Cavaleiros da Távola Redonda, o Conde Vlad Dracul e Siegfried da Alemanha. Esta sequela continha vários novos recursos que permitiam ao jogador controlar exércitos humanos e míticos. Criaturas tais como dragões e bruxas podem ser criados em Stronghold Legends.

### Stronghold: Crusader Extreme
O quinto jogo, Stronghold: Crusader Extreme é basicamente igual ao Stronghold: Crusader, mas com um limite máximo de unidades ampliado, permitindo que dezenas de milhares de unidades permaneçam no campo, ao invés das centenas do Stronghold: Crusader. Ele também incluí uma versão atualizada do original Stronghold: Crusader com nova AI e mapas.

### Stronghold Kingdoms
Stronghold Kindoms é o primeiro jogo estilo MMO desenvolvido para a série Stronghold. Com um Beta pronto para ser lançado, os jogadores poderão antecipar as jogadas num modo de jogo livre em um mundo repleto de elementos do primeiro jogo da série.

### Stronghold 3
O sétimo jogo, Stronghold 3 é outro importante desenvolvimento da Firefly Studios que foi lançado no Terceiro trimestre de 2011.